# 이병식 (1892년)
이병식(李丙植, 일본식 이름: 廣林雄策히로바야시 유사쿠, 1892년 11월 17일 ~ ?)은 일제강점기의 경찰 출신 관료이다.

## 생애
출신지는 함경북도 성진군이다. 20대 초반이던 1915년 3월에 조선총독부 순사보로 임용되면서 경찰계에 들어섰다. 이듬해에는 순사로 승진하였다.
1922년에 함경북도 경부보로 승진하였고, 함북 길주군의 길주경찰서에서 근무하였다. 1929년에 경부로 승진하고 함경북도 경찰부 보안과에 발령받았다. 보안과는 항일 운동 사건 등 사상범을 다루는 부서이다.
이후 청진부 청진경찰서와 웅기군 웅기경찰서를 거쳐 함북 경찰부 보안과로 다시 돌아왔다. 보안과 경부로 재직하던 중, 태평양 전쟁 시기인 일제 강점기 말기에 관료로 임용되어 함경북도 부령군 군수로 발령받았다.
웅기경찰서 경부로 재직하던 1935년에 총독부가 시정 25주년을 기념하여 표창한 표창자 명단에 들어 있다. 1928년 길주경찰서에서 근무할 때 쇼와대례기념장도 수여받은 바 있으며, 서보장을 두 차례 서훈받아 부령군수이던 1943년을 기준으로 종7위 훈7등에 서위되어 있었다.
2008년 공개된 민족문제연구소의 친일인명사전 수록예정자 명단 중 관료와 경찰 부문에 포함되었으며 친일반민족행위진상규명위원회가 발표한 친일반민족행위 705인 명단에도 포함되었다.

## 참고자료
- 이병식(李丙植) - 국사편찬위원회